# Турбичево
Турби́чево (рос. Турбичево) — село у складі Дмитровського міського округу Московської області, Росія.

## Населення
Населення — 99 осіб (2010; 101 у 2002).
Національний склад (станом на 2002 рік):
- росіяни — 86 %